# Fred Rose (Musiker)
Fred Rose (* 24. August 1898 in Evansville, Indiana; † 1. Dezember 1954 in Nashville, Tennessee) war ein US-amerikanischer Country-Musiker, Komponist und Publizist.

## Leben
Rose wuchs in St. Louis auf und ging 1917 nach Chicago, wo er als Pianist und Sänger arbeitete. Gleichzeitig war er als Komponist von Jazz- und Pop-Songs wie ’Deed I Do und Deep Henderson erfolgreich. 1933 wechselte er nach Nashville. Er arbeitete für die WSM-Station, den Sender der Grand Ole Opry Show. Im Jahr 1936 schrieb er einen Hit für Tex Ritter. In den folgenden Jahren komponierte er zahlreiche Westernsongs für Stars wie Roy Rogers und Gene Autry.
Hatte Fred Rose am Anfang seiner Laufbahn überwiegend im Pop- und Jazz-Bereich gearbeitet, so war er mit Beginn der 1940er Jahre ausschließlich in der Country-Szene tätig. Im Jahr 1942 gründete er zusammen mit Roy Acuff in Nashville den Musikverlag Acuff-Rose Publications. Es war ein wichtiger Schritt für die Country-Musik, sich von den Entscheidungsträgern aus den fernen Großstädten New York, Los Angeles und Chicago zu lösen. Nashville wurde dadurch in den nächsten Jahren zum Zentrum der Country-Musik. Die Acuff-Rose Publications wurde zu einer der einflussreichsten Institutionen. Nach dem Tod von Fred Rose übernahm sein Sohn Wesley 1954 die Führung des Verlages.
Im Jahr 1961 wurden erstmals verdiente Persönlichkeiten in die Country Music Hall of Fame aufgenommen. Fred Rose war einer der drei erstausgezeichneten (die beiden anderen waren Hank Williams und Jimmie Rodgers).

## Auszeichnung
- Oscarverleihung 1942: nominiert zusammen mit Gene Autry für einen Oscar in der Kategorie „Bester Song“ mit dem Lied Be Honest with Me aus dem Film Ridin’ on a Rainbow.